# Acetato de cromo(II)
Acetado de cromo (II), mais conhecido como acetato cromoso, é o composto químico de fórmula Cr2(CH3CO2)4(H2O)2. Esta fórmula é comumente abreviada Cr2(OAc)4(H2O)2. Este composto e alguns de seus simples derivados ilustram uma das mais marcantes propriedades de alguns metais - a habilidade de formar ligações em ligações quádruplas. A preparação de acetato cromoso já foi uma prova padrão em síntese para estudantes devido a seu considerável sensibilidade ao ar. Ele existe nas formas de dihidrato e anidro.
Cr2(OAc)4(H2O)2 é um pó diamagnético avermelhado, embora cristais laminares em forma de diamante possam se formar. Consistente com o fato que ele é não iônico,
Cr2(OAc)4(H2O)2 exibe pobre solubilidade em água e metanol.

## Estrutura
A molécula de Cr2(OAc)4(H2O)2 contém dois átomos de cromo, duas moléculas ligantes de água, e quatro monoiônicos acetatos ligantes. O ambiente de coordenação ao redor de cada átomo de cromo consiste de quatro átomos de oxigênio (um de cada acetato ligante) em um quadrado, uma molécula de água (na posição axial), e o outro átomo de cromo (oposto à molécula de água), dando a cada cromo central uma geometria octaédrica. Os átomos de cromo são mantidos juntos por uma ligação quádrupla, e a molécula tem simetria D4h (ignorando-se a posição dos átomos de hidrogênio).
A mesma estrutura básica é apresentada pelo Rh2(OAc)4(H2O)2 e Cu2(OAc)4(H2O)2, embora estes espécimes não tenham tais contatos curtos M---M.
As ligações quádruplas entre os dois átomos de cromo leva à sobreposição de quatro orbitais d sobre cada metal com os mesmos orbitais sobre cada metal: os orbitais z² sobrepõe-se dando um componente ligação sigma, os orbitais xz e yz sobrepõe-se resultando em dois comonentes ligação pi, e os orbitais xy dão uma ligação delta. Esta ligação quádrupla é também confirmada pelo baixo momento magnético e curta distância intermolecular entre os dois átomos de 236.2±0.1 picômetros. As distâncias Cr-Cr são ainda mais curtas, 184 pm sendo o record, quando o ligante está ausente ou o carboxilato é substituído com ligantes nitrogenados isoeletrônicos.